# Pteris longipetiolulata
Pteris longipetiolulata är en kantbräkenväxtart som beskrevs av David Bruce Lellinger. Pteris longipetiolulata ingår i släktet Pteris och familjen Pteridaceae. Inga underarter finns listade.